# Permu
Permu is een bestuurslaag in het regentschap Kepahiang van de provincie Bengkulu, Indonesië. Permu telt 1678 inwoners (volkstelling 2010).